# Classe Luyang II
La classe Lanzhou o Tipo 052C (nome in codice NATO: Luyang II) è una classe di cacciatorpediniere lanciamissili multiruolo, di fabbricazione cinese, sviluppata negli anni duemila ed entrata in servizio nella Marina militare cinese a partire dal 2004 ed il cui nome in codice è divenuto, in Occidente, più noto dell'originale denominazione di progetto.
Progettati per neutralizzare unità avversarie di superficie e sottomarine nonché per fornire difesa aerea di area e di punto, sono le prime unità cinesi equipaggiate di radar AESA e di un sistema missilistico a lancio verticale di fabbricazione domestica; sono altresì la diretta evoluzione delle unità di classe Tipo 052B.
La classe, composta da sei unità, ha costituito il banco di prova per la messa a punto delle tecnologie e degli apparati produttivi dei più moderni cacciatorpediniere Tipo 052D coi quali prestano servizio a partire dal 2014.
Al 2022, risultano tutte in servizio attivo.

## Caratteristiche
Le sue caratteristiche principali sono una bassa osservabilità radar ed un radar di tipo Active Electronically Scanned Array (AESA), per una copertura a 360° con antenne statiche, quindi senza parti meccaniche in movimento. Il radar funge anche da sistema di controllo tiro per un sistema VLS (sistema di lancio verticale) di tipo HHQ-9 a lungo raggio. La nave è la prima della PLAN ad avere una capacità di difesa antiaerea  di squadra a lungo raggio. La nave è cablata con il bus  MIL-STD-1553B e i cinesi affermano che potrà essere aggiornato al  MIL-STD-1773.

## Unità
| Nome                 | Cantieri              | Varo             | Entrata in servizio | Flotta                 | Status |
| -------------------- | --------------------- | ---------------- | ------------------- | ---------------------- | ------ |
| 兰州 Lanzhou (170)   | Changxingdao-Jiangnan | 29 aprile 2003   | 18 luglio 2004      | Mar Cinese Meridionale | Attivo |
| 海口 Haikou (171)    | Changxingdao-Jiangnan | 30 ottobre 2003  | dicembre 2005       | Mar Cinese Meridionale | Attivo |
| 长春 Changchun (150) | Changxingdao-Jiangnan | 28 novembre 2010 | luglio 2012         | Mar Cinese Orientale   | Attivo |
| 郑州 Zhengzhou (151) | Changxingdao-Jiangnan | 20 luglio 2011   | agosto 2012         | Mar Cinese Orientale   | Attivo |
| 济南 Jinan (152)     | Changxingdao-Jiangnan | dicembre 2011    | -                   | Mar Cinese Orientale   | Attivo |
| 西安 Xi'an (153)     | Changxingdao-Jiangnan | 2012             | -                   | Mar Cinese Orientale   | Attivo |

## Utilizzatori
Cina
- Marina dell'Esercito Popolare di Liberazione

A dicembre 2022, 6 esemplari in servizio attivo.